# Mario Luis Bautista Maulión
Mario Luis Bautista Maulión, né le 4 décembre 1934 à Carcaraña et décédé le 27 septembre 2020 à Rosario, est un archevêque argentin.

## Biographie
Mario Luis Bautista Maulión a étudié au séminaire de Rosario et à l'université pontificale grégorienne de Rome. Il a été ordonné prêtre par Monseigneur Silvino Martinez dans la cathédrale de Rosario en juin 1960. Pendant plusieurs années, il a été professeur, puis recteur du séminaire où il avait étudié. Il a participé aux Cursillos de Cristiandad (petits cours de « Christianisme »).
Le 20 mars 1986, il est nommé évêque titulaire in partibus infidelium de Febiana (de) et évêque auxiliaire de l'archidiocèse de Rosario. Il est nommé évêque dans la cathédrale de Rosario le 23 mai 1986 par Monseigneur Jorge Manuel López, archevêque de Rosario.
Le 8 mai 1995, il est nommé évêque de San Nicolás de los Arroyos, et entre en fonction le 9 juillet de la même année. Il a également été prélat d'honneur de Sa Sainteté, conseiller de l'Action catholique argentine et président des commissions de l'éducation catholique et de la communication sociale de la Conférence épiscopale argentine.
Le 29 avril 2003, il est nommé archevêque de Paraná, et entre en fonction le 9 juillet 2003.
Il démissionne de son poste d'archevêque en raison de son âge le 20 octobre 2010. Il résidera ensuite dans la ville de Rosario. Il décède le 27 septembre 2020.